# Jean-Joseph Ansiaux
Jean-Joseph Éléonore Antoine Ansiaux, né le 23 mars 1764 à Liège et mort le 7 octobre 1840 à Paris, est un peintre français originaire de la principauté de Liège. Il s’établit à Paris et peignit surtout des portraits historiques.

## Biographie
Né dans une famille d’avocats il aurait dû perpétuer la tradition familiale, mais sa passion pour l'art du dessin fit en sorte que ses parents l’inscrivirent à l'Académie royale des beaux-arts de Liège qui venait d’être créée. En 1782, il reçut une médaille d'or des mains du prince-évêque François-Charles de Velbrück, le fondateur de cette Académie. Il se rendit d'abord à Anvers, puis à Paris, où il suivit les cours de François-André Vincent, qui le considérait comme l'un de ses meilleurs élèves.
À Paris il participa à divers concours et en remporta plusieurs, peignant surtout des portraits de ministres, de généraux et d'autres personnalités de l'époque du Premier Empire. Il réalisa aussi des peintures historiques ainsi que des scènes mythologiques et religieuses.
Il eut comme élève Hyacinthe Hauzeur, son cousin éloigné, peintre paysagiste belge.
Il se marie le 28 octobre 1794 avec Alexandrine-Félicité Quilen (1770-1843) à Paris. De cette union naît une fille  Angélique-Félicité (1805-1824), épouse du peintre français Augustin-Désiré Pajou, dont l’épitaphe suggère une mort en couche : «  Angeline PAJOU née ANSIAUX, épouse et fille adorée qui devient mère et meurt à 19 ans. D’un ange elle eut le nom. D’un ange elle a le sort. 10 octobre 1824 ». Elle donne en effet naissance à un fils, Joseph Augustin Pajou (1824-1885), artiste-peintre.
Il continua à maintenir des contacts étroits avec Liège, sa ville natale, où il avait exposé en 1784 et où de nos jours l’on peut voir encore plusieurs de ses œuvres. En 1833, il fut fait chevalier de la Légion d'honneur. Il mourut en 1840 à Paris à l'âge de 76 ans et est enterré au cimetière du Père-Lachaise dans la 11e division, aux côtés de sa fille puis rejoint par sa femme.

## Œuvres

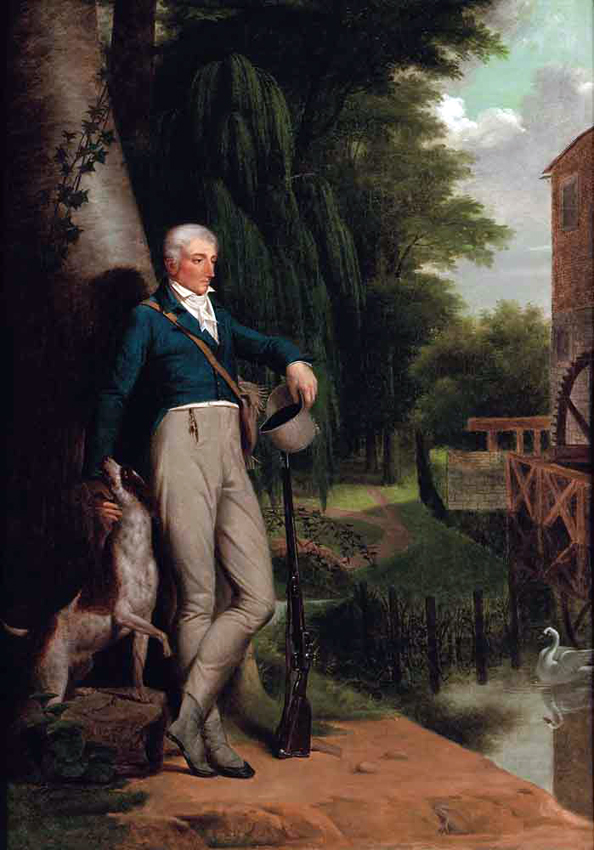
Portrait de Michel de Sélys-Longchamps (1759-1837)

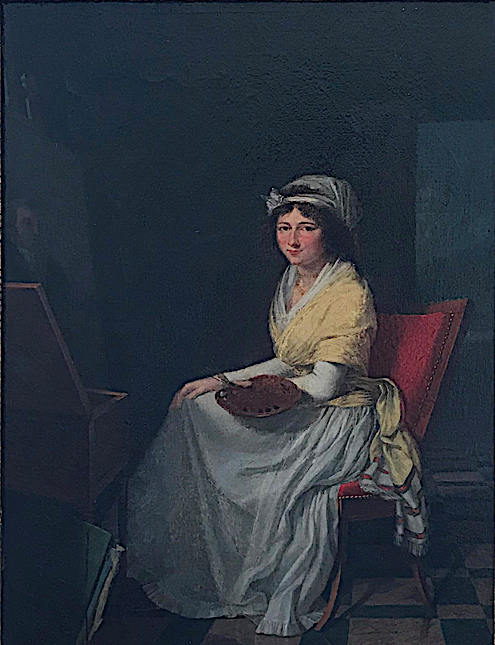
Portrait de Constance Charpentier (1793), Fondation roi Baudouin

- 1795 : Évocation de la Paix, Musée de l'Art wallon, Liège.
- 1796 : Portrait d'un cavalier, au musée de Fécamp.
- 1804 : Portrait du général Jean-Baptiste Kléber, Musée du château de Versailles.
- 1809 : Portrait du baron Michel-Laurent de Sélys Longchamps, Collections artistiques de l'université de Liège.
- 1809 : Portrait de la baronne de Sélys-Longchamps, née Marie-Denise Gandolphe, Collections artistiques de l'université de Liège.
- 1810 : Emmanuel Crétet, comte de Champmol, Musée des Beaux-Arts de Dijon.
- 1813 : La Conversion de saint Paul, à la cathédrale Saint-Paul de Liège.
- 1816 : Renaud et Armide, Musée des Beaux-Arts de Lyon.
- 1817 : Louis XIII remet à Poussin le brevet de Premier Peintre du Roi, Musée des Beaux-Arts de Bordeaux.
- 1820 : Jésus-Christ bénissant les enfants, Musée du château de Versailles.
- 1820 : Moïse sauvé des eaux, Musée du château de Versailles.
- 1822 : Saint Jean devant Hérode, Musée des Beaux-Arts de Lille.
- 1834 : Guy André Pierre, duc de Montmorency-Laval, maréchal de France, Paris, École militaire.
- 1839 : Saint Vincent de Paul soignant les pestiférés, Musée des Beaux-Arts de Nantes.
- L'Assomption de la Vierge, à la cathédrale Saint-Paul de Liège.
- La Résurrection du Christ, à la cathédrale Saint-Paul de Liège.